# إبراهيم الشريف
إبراهيم الشريف باي تونس بين عامي 1702 و1705 م، وهي الفترة المتأزمة التي تلت نهاية حكم المراديين وبداية حكم البايات الحسينيون على يد حسين بن علي.
كان أمير جند البايات المراديين بتونس (مدينة) وآغا . قام بقتل مراد باي الثالث عام 1675 م بمسدس، ثم بناءً على أمر من العثمانيين، قتل مراد باي الثالث عام 1702 م، كما قضى على كافة أبناء وأحفاد حمودة باشا منهيًا بذلك فترة حكم المراديين بتونس.
أعلنه جند بايًا، ثم عُيّن باشا من قبل السلطان العثماني، ثم صار دايًا. شغل بذلك كافة المناصب على رأس الإيالة التونسية، ولكنه فشل في استعادة النظام نظرًا لأعمال الشغب والاضطرابات التي قامت منذ رحيل آخر البايات المراديين. وبعد هجوم جزائري على تونس عام 1705 م، عُزل من الحكم وأُسِر، وهو ما هيّأ لحكم الحسينيين بتونس.
| المناصب السياسية     | المناصب السياسية     | المناصب السياسية    |
| -------------------- | -------------------- | ------------------- |
| سبقه مراد باي الثالث | باي تونس 1702 - 1705 | تبعه حسين باي الأول |

| المناصب السياسية    | المناصب السياسية     | المناصب السياسية      |
| ------------------- | -------------------- | --------------------- |
| سبقه قارة مصطفى داي | داي تونس 1702 - 1705 | تبعه محمد خوجة الأصفر |